# Beast Tamer
Beast Tamer (勇者パーティーを追放されたビーストテイマー、最強種の猫耳少女と出会う, Yūsha pātī o tsuihō sa reta bīsutoteimā, saikyō-shu no nekomimi shōjo to deau, litt. « Le dresseur de bêtes banni du groupe du héros rencontre une fille-chat de la race la plus forte ») est une série de light novel japonaise écrite par Suzu Miyama et illustrée par Subachi. Elle est initialement publiée en ligne sur le site Shōsetsuka ni narō à partir de juin 2018. Ses droits sont ensuite acquis par Kōdansha, qui a publié huit volumes du light novel depuis mai 2019 sous le label Kodansha Ranobe Books. Une adaptation en manga dessinée par Moto Shigemura est prépubliée sur le site web Manga UP! de Square Enix depuis janvier 2019 avec sept volumes reliés parus en septembre 2022. Une adaptation en série d'animation produite par le studio EMT Squared est diffusée d'octobre à décembre 2022.

## Synopsis
Rein Shroud, un dompteur de bêtes membre du groupe du héros, est expulsé de sa position dans le groupe. Sa capacité de nouer des contrats avec les animaux est considérée faible en comparaison de celle de ses compagnons. En cherchant du travail, Rein sauve Kanade, une membre de la tribu des hommes-chats, avec laquelle il passe un contrat. En formant un contrat avec une membre de l'une des races les plus fortes, Rein obtient certains de ses pouvoirs, devenant beaucoup plus fort. Les deux commencent alors à voyager ensemble, Rein se liant d'amitié et apprivoisant d'autres filles de races différentes qui deviennent de puissantes compagnes tout en obtenant de nouvelles capacités à chaque nouveau contrat formé.

## Personnages
Rein Shroud (レイン・シュラウド, Rein Shuraudo)
Voix japonaise : Shōya Chiba (ja), voix française : Oscar Douieb
Le protagoniste de la série. C'est un dompteur qui ne possède initialement aucune autre compétence de combat que des sorts de feu et de guérison faibles, ce qui le conduit à être expulsé du groupe du héros. Toutefois, après sa rencontre avec Kanade, il apprend qu'il peut également obtenir les compétences de membres de races fortes et devenir de plus en plus puissant. Rein est également un stratège habile, capable d'apprivoiser plusieurs animaux à la fois et d'utiliser leurs capacités pour prendre l'avantage en combat.
Kanade (カナデ)
Voix japonaise : Azumi Waki (ja), voix française : Charlotte Hervieux
Membre de la tribu des hommes-chats, la race la plus forte, Kanade quitte sa ville natale en quête d'aventure puis rencontre Rein et devient son amie, acceptant d'être sa première partenaire. Elle possède une force et une endurance surhumaines, un trait dont Rein hérite en passant un contrat avec elle.
Tania (タニア)
Voix japonaise : Rumi Ōkubo (ja), voix française : Geneviève Doang
Membre de la race des dragons, Tania parcourt le monde en défiant d'autres combattants avant d'être vaincue par Rein et Kanade. En se liant d'amitié avec eux, elle décide de rejoindre leur équipe en tant que deuxième partenaire de Rein. Tania possède une amélioration des capacités magiques et le contrat de Rein avec elle augmente la puissance de ses sorts.
Sora (ソラ) et Runa (ルナ)
Voix japonaise : Minami Tanaka (Sora), Maria Sashide (Runa), voix française : Iliana Sakji (Sora), Anouck Hautbois (Runa)
Deux sœurs jumelles de la race des fées. Rein et les autres rencontrent Sora alors qu'elle tente de sauver Runa d'un monstre seule. Depuis lors, ils se sont rapprochés de Rein et ont rejoint son groupe. Sora est plus polie tandis que Runa est plus espiègle. Sora peut évoquer des illusions et son contrat avec Rein lui donne la possibilité de lancer plusieurs sorts à la suite, tandis que Runa est capable de lancer de la magie pour affaiblir ses adversaires et son contrat avec Rein l'a immunisée contre les effets de conditions anormales, y compris la magie de la mort instantanée.
Nina (ニーナ, Nīna)
Voix japonaise : Marika Kōno, voix française : Cindy Lemineur
Membre de la race des dieux, elle a l'apparence d'une enfant aux oreilles de renard. Nina était vénérée comme une divinité dans son pays natal, jusqu'à ce qu'elle soit capturée et vendue comme esclave.
Stella (ステラ, Sutera)
Voix japonaise : Rie Takahashi, voix française : Alice Taurand
Lieutenante de l'Ordre des Chevaliers, elle vient en aide à Rein et à son groupe quand ses derniers se révoltent contre le seigneur de la ville d'Horizon.

## Production et supports

### Light novel
La série littéraire est d'abord publiée par Suzu Miyama sur le site de romans Shōsetsuka ni narō à partir du 11 juin 2018. Elle est ensuite acquise par Kōdansha qui l'édite au format light novel en y ajoutant des illustrations de Hotosoka à partir du 2 mai 2019. L'annonce de la version papier et de l'adaptation en manga ont lieu simultanément, le 20 octobre 2018. Au 1er juillet 2022, huit volumes sont parus.

#### Liste des volumes
| no | Japonais         | Japonais          |
| no | Date de sortie   | ISBN              |
| -- | ---------------- | ----------------- |
| 1  | 2 mai 2019       | 978-4-06-515548-6 |
| 2  | 2 juillet 2019   | 978-4-06-516596-6 |
| 3  | 2 décembre 2019  | 978-4-06-518323-6 |
| 4  | 30 avril 2020    | 978-4-06-519593-2 |
| 5  | 2 novembre 2020  | 978-4-06-521536-4 |
| 6  | 6 mai 2021       | 978-4-06-523830-1 |
| 7  | 2 novembre 2021  | 978-4-06-526202-3 |
| 8  | 1er juillet 2022 | 978-4-06-528776-7 |

### Manga
Une adaptation en manga dessinée par Moto Shigemura est prépubliée sur le site web Manga UP! de Square Enix à partir du 30 janvier 2019. Le premier volume relié paraît le 12 juin 2019. En septembre 2022, sept volumes ont été publiés.

#### Liste des volumes
| no | Japonais         | Japonais          |
| no | Date de sortie   | ISBN              |
| -- | ---------------- | ----------------- |
| 1  | 12 juin 2019     | 978-4-75-756160-1 |
| 2  | 12 novembre 2019 | 978-4-75-756384-1 |
| 3  | 11 avril 2020    | 978-4-75-756598-2 |
| 4  | 7 octobre 2020   | 978-4-75-756880-8 |
| 5  | 7 avril 2021     | 978-4-75-757181-5 |
| 6  | 7 octobre 2021   | 978-4-75-757517-2 |
| 7  | 7 septembre 2022 | 978-4-75-758008-4 |

### Anime
Une adaptation en série d'animation est annoncée le 10 juin 2022. La série est animée par le studio EMT Squared et réalisée par Atsushi Nigorikawa, avec Takashi Aoshima supervisant les scripts de la série, Shūhei Yamamoto concevant les personnages et Yuki Hayashi, Alisa Okehazama et Naoyuki Chikatani composant la musique. Elle est diffusée depuis le 2 octobre 2022 sur Tokyo MX, ytv, TVA et BS Fuji, et en avant-première avec 24 heures d'avance sur la plateforme de streaming Abema.
Crunchyroll détient les droits de diffusion en simulcast de la série dans le monde entier, excepté en Asie. Depuis le 22 octobre 2022, la plateforme diffuse également une version doublée en français de la série réalisée par le studio de doublage Time-Line Factory, sous la direction artistique de Grégory Laisné. Muse Communication la diffuse en Asie du Sud et du Sud-Est.
MADKID interprète l'opening de la série intitulé Change The World, tandis que Marika Kōno interprète son ending intitulé LOVE＆MOON .

#### Liste des épisodes
| No | Titre français              | Titre japonais                     | Titre japonais                   | Date de 1re diffusion télévisée |
| No | Titre français              | Kanji                              | Rōmaji                           | Date de 1re diffusion télévisée |
| --- | --------------------------- | ---------------------------------- | -------------------------------- | ------------------------------- |
| 1 | Une Rencontre prédestinée   | 運命の出会い                       | Unmei no deai                    | 2 octobre 2022                  |
| Jugé inutile par ses coéquipiers, Rein vient d'être chassé du groupe du Héros. Il se résout à passer l'examen pour devenir un aventurier. Pendant l'épreuve, il rencontre Kanade, une fille-chat attaquée par des monstres.                                                                                        |                             |                                    |                                  |                                 |
| 2 | Amis                        | 仲間                               | Nakama                           | 9 octobre 2022                  |
| Rein a réussi l'examen, devenant un aventurier de la guilde et a conclu un pacte avec Kanade par la même occasion. Alors qu'ils se rendent tous les deux en forêt pour accomplir leur première quête officielle, ils croisent un marchand racketté par des brigands.                                               |                             |                                    |                                  |                                 |
| 3 | Une autre espèce supérieure | もう一人の最強種                   | Mō hitori no saikyōshu           | 16 octobre 2022                 |
| Une quête prioritaire arrive à la guilde : un mystérieux individu attaque systématiquement les personnes empruntant le pont au sud de la ville. Rein et Kanade sont chargés de mener l'enquête. Dès leur arrivée sur place, ils sont attaqués par un dragon géant.                                                 |                             |                                    |                                  |                                 |
| 4 | Le Pouvoir des dragons      | 竜族の力                           | Ryūzoku no chikara               | 23 octobre 2022                 |
| Tania, la femme-dragon, a rejoint le groupe. Rein révèle son passé à Kanade et Tania. Pendant ce temps, le Héros et sa coterie peinent à traverser la Forêt perdue et commencent à regretter d'avoir expulsé Rein.                                                                                                 |                             |                                    |                                  |                                 |
| 5 | Le Dompteur contre le Héros | ビーストテイマーVS勇者             | Bīsutoteimā vs Yūsha             | 30 octobre 2022                 |
| Le groupe du Héros réapparait soudain sur le chemin de Rein. Kanade et Tania leur demandent de présenter des excuses à Rein pour la façon dont ils l'ont traité. |                             |                                    |                                  |                                 |
| 6 | Les Bois perdus             | 迷いの森                           | Mayoi no mori                    | 6 novembre 2022                 |
| Rein et ses amies partent en mission pour le Héros dans la Forêt perdue. Ils se rendent compte rapidement qu'une magie les force à tourner en rond. Sora, la fée gardienne des lieux apparaît devant eux. |                             |                                    |                                  |                                 |
| 7 | La Fée captive              | 囚われの精霊族                     | Toraware no seireizoku           | 13 novembre 2022                |
| Rein et son groupe se lancent au secours de la sœur de Sora. Mais le Chevalier de l'ombre qui la retient prisonnière est immunisé contre les attaques magiques et résiste très bien aux attaques physiques. |                             |                                    |                                  |                                 |
| 8 | Une Arme personnalisée      | 武器を作ろう                       | Buki o tsukurō                   | 20 novembre 2022                |
| Alors qu'il visite la boutique d'un forgeron pourtant réputé, Rein trouve que les armes exposées n'ont rien d'exceptionnel. Une pénurie de matériaux de qualité empêche l'artisan d'exercer son talent. |                             |                                    |                                  |                                 |
| 9 | Dompteur contre dompteur    | ビーストテイマーVSビーストテイマー | Bīsuto teimā buiesu bīsuto teimā | 27 novembre 2022                |
| Parmi les voleurs se trouve un dompteur qui utilise un monstre puissant. La mine menace de s'effondrer et Rein doit tenter l'impossible. |                             |                                    |                                  |                                 |
| 10 | Le Secret d'Horizon         | ホライズンの闇                     | Horaizun no yami                 | 4 décembre 2022                 |
| Edgar, le fils du seigneur d'Horizon, a jeté son dévolu sur Sora et Runa. Il prend le peuple en otage et exige qu'on lui livre les deux sœurs. Rein se retrouve face à un dilemme. |                             |                                    |                                  |                                 |
| 11 | L'Onde noire                | 黒い波動                           | Kuroi hadō                       | 11 décembre 2022                |
| Pendant que Kanade et les autres forcent l'entrée du manoir d'Horizon pour attirer l'attention des gardes, Rein, Sora et Runa s'introduisent discrètement dans les sous-sols pour sauver les prisonnières. Ils détectent une formidable puissance magique, semblable à celle d'une espèce supérieure.              |                             |                                    |                                  |                                 |
| 12 | Le Héros                    | 英雄                               | Eiyū                             | 18 décembre 2022                |
| Bien déterminé à exterminer les humains, le Démon ressuscité attaque la ville d'Horizon. Le groupe de Rein s'interpose mais est progressivement acculé par les innombrables monstres invoqués. Mais les aventuriers de la Guilde rejoignent le combat, et Nina met ses pouvoirs de demi-déesse au service de Rein. |                             |                                    |                                  |                                 |
| 13 | Notre maison à tous         | みんなの家                         | Minna no ie                      | 25 décembre 2022                |
| Nina rejoint la « famille », et la chambre à l'auberge devient trop petite pour loger tout le monde. Sur les conseils de Natalie de la guilde, Rein décide d'acheter une maison à Horizon. Mais la propriété convoitée s'avère être hantée...                                                                      |                             |                                    |                                  |                                 |